# The Wonderful 101
The Wonderful 101 (ザ・ワンダフル・ワン・オー・ワン, Za Wandafuru Wan Ō Wan) é um jogo de hack and slash produzido pela PlatinumGames e publicado pela Nintendo, inicialmente exclusivo para a Wii U.Foi realizado por Hideki Kamiya e produzido por Atsushi Inaba, que já tinham trabalhado juntos na série Viewtiful Joe e em Ōkami. Inicialmente previsto para lançado durante a janela de lançamento da Wii U (até Março de 2013) na América do Norte e no Japão, acabou por ser lançado uns meses depois, entre Agosto e Setembro de 2013.
De acordo com o site de pontuações agregadas Metacritic, The Wonderful 101 recebeu “análises geralmente favoráveis” por parte dos críticos.
Uma versão remasterizada foi lançada em 2020 para Microsoft Windows, Nintendo Switch e Playstation 4.